# Copeland–Erdős-állandó
A Copeland–Erdős-állandó megkapható a "0," után a prímszámok sorrendben, tízes számrendszerben történő felírásával. Értéke körülbelül:
0,235711131719232931374143… (A033308 sorozat az OEIS-ben).
Az állandó értéke irracionális szám. Ez levezethető akár a Dirichlet-tétel, akár a Bertrand-posztulátum (Hardy and Wright, p. 113), akár Ramaré tétele segítségével, miszerint minden egész szám felírható legfeljebb hat prímszám összegeként. Közvetlenül következik a normalitásából is (lásd alább).
Hasonlóan levezethető, hogy bármilyen konstans amit úgy állítunk elő, hogy a "0," után bármely dn + a számtani sorozat prím tagjait írjuk, ahol a, d és 10 relatív prímek, irracionális lesz. Például a 4n + 1 vagy 8n + 1 alakú prímszámok. A Dirichlet-tétel alapján a dn·10m + a sorozat bármely m-re tartalmaz prímeket, és ezek a prímszámok szintén cd + a alakúak, tehát az egymás után írt prímek tetszőlegesen sok egymás utáni nullát fognak tartalmazni.
Tízes számrendszerben a konstans normális szám, ahogy azt 1946-ban Arthur Herbert Copeland és Erdős Pál bebizonyították (innen kapta nevét is).
Az állandó így írható fel precízen:
{\displaystyle \displaystyle \sum _{n=1}^{\infty }p_{n}10^{-\left(n+\sum _{k=1}^{n}\lfloor \log _{10}{p_{k}}\rfloor \right)}}
ahol pn az n-edik prímszámot jelöli.
Lánctört alakban a következőképp írható fel: [0; 4, 4, 8, 16, 18, 5, 1, …] ( A030168).

## Kapcsolódó állandók
Bármilyen b számrendszerben a következő szám:
{\displaystyle \displaystyle \sum _{n=1}^{\infty }b^{-p_{n}},\,}
ami b alappal 0,0110101000101000101…b -ként írható fel, ahol az n-edik számjegy akkor 1, ha n prímszám, irracionális. (Hardy and Wright, p. 112).